# Ludwig Geyer (Maler)

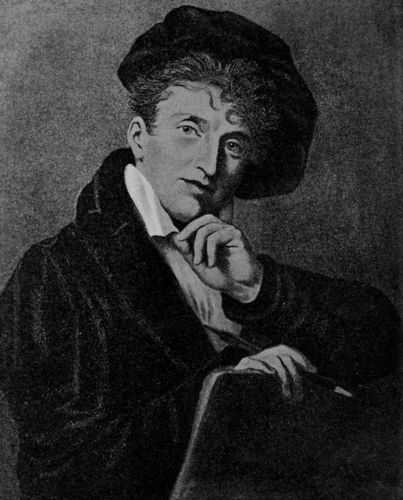
Ludwig Geyer

Ludwig Heinrich Christian Geyer (* 21. Januar 1779 in Eisleben; † 30. September 1821 in Dresden) war ein deutscher Porträtmaler, Schriftsteller und Schauspieler. Er heiratete Johanna Rosine Wagner, die verwitwete Mutter von Richard Wagner. Ihre gemeinsame Tochter Cäcilie (* 26. Februar 1815 in Dresden; † 14. Mai 1893 ebenda) war die Halbschwester von Richard Wagner und Mutter von Ferdinand Avenarius.

## Leben und Wirken
Ludwig Heinrich Christian Geyer wurde als Sohn eines Aktuars beim Oberaufseheramt Eisleben geboren. Seine Kindheit verlebte er in Artern, dort erwachten auch seine Liebe zur Natur und seine malerische Beobachtungsgabe. Nach dem Besuch des Gymnasiums in Eisleben studierte Geyer in Leipzig zunächst Jura. Als sein Vater 1799 eine Anstellung in Dresden antreten sollte, verunglückte er auf der Heimreise so schwer, dass er bald darauf starb. Der Sohn hatte nun nicht nur keine Mittel mehr für das Studium, er musste außerdem für die Familie sorgen. Dies gelang ihm, indem er sein Hobby zum Beruf machte und kleine Porträts verkaufte, die er auf ausgedehnten Reisen durch die Provinz anfertigte.
Um 1801 kehrte Geyer nach Leipzig zurück, wo er Friedrich Wagner kennenlernte, der sein schauspielerisches Talent entdeckte. Geyer hatte Engagements in Magdeburg, Braunschweig und ab 1805 in Stettin. Nachdem dort 1806 die napoleonischen Truppen die Macht übernommen hatten, wechselte Geyer nach Breslau. Als auch dort die Franzosen eingerückt waren, kehrte er 1807 nach Leipzig zurück. Es war für Geyer hilfreich, dass sein väterlicher Freund Friedrich Wagner aufgrund seiner Französisch-Kenntnisse einigen Einfluss besaß. Am 6. Oktober 1809 gelang Geyer ein beachtetes Debüt in Leipzig. Er wurde in das Ensemble von Franz Seconda aufgenommen, der für sich und seine Schauspieler den Titel „Königlich sächsischer Hofschauspieler“ erworben hatte. In Magdeburg war er in die Freimaurerloge Ferdinand zur Glückseligkeit aufgenommen worden.
Wiederholt besuchte Geyer Dresden, wo er sich vom Bündnis des sächsischen Königs Friedrich August mit Napoleon distanzierte. 1813 spielte er im böhmischen Teplitz Theater; dort hatte auch Johanna Rosine Pätz, die Mutter Richard Wagners, vom 21. Juli bis 10. August 1813 einen Kuraufenthalt. 1814 ging die Secondasche Gesellschaft in der Dresdner Hofgesellschaft auf. Im selben Jahre heiratete Geyer die Witwe des Polizei-Aktuars Friedrich Wagner, der nach der Leipziger Völkerschlacht an Typhus gestorben war. Geyers Frau brachte sieben Kinder mit in die Ehe, deren musische Begabungen er förderte. Wagners Lieblingsschwester, die spätere Hofschauspielerin Rosalie Wagner, debütierte 1818 in dem Stück Das Erntefest ihres Stiefvaters, ihre Schwester Luise hatte bereits 1817 in Geyers Lustspiel Das Mädchen aus der Fremde ihr Debüt gegeben.
Geyer gehörte bis zu seinem Tod 1821 zum Ensemble des Dresdner Hoftheaters, schrieb Bühnentexte und trat unter Carl Maria von Weber sogar als Sänger auf. Carl August Böttiger bedauerte jedoch, dass Geyer nicht seiner ursprünglichen Profession, der Malerei, allein treu geblieben war: „Sein Beruf zur Malerei war der früheste und entschiedenste. Wäre es ihm vergönnt gewesen, seine ganze Kraft der Porträtmalerei allein widmen zu können, so würde man die Werke seines Pinsels, unabhängig von dem gern bezahlten Reize der Ähnlichkeit, auch als wahre Kunsterzeugnisse in den Gallerien aufbewahren.“ Geyer verstarb 1821 in Dresden und soll auf dem Eliasfriedhof beigesetzt worden sein. In den vollständig erhaltenen Grablegungsbüchern des Friedhofes findet sich dazu allerdings kein Beleg.
Zu Ludwig Geyers Bruder in Eisleben, dem Goldschmied Julius Geyer, zog Richard Wagner Mitte Oktober 1821 und besuchte dort eine Privatschule.

### Leiblicher Vater Richard Wagners?
Es ist in der Wissenschaft auch heute noch umstritten, ob Geyer der leibliche Vater des im Jahre zuvor geborenen Richard Wagner war. Diese Frage besaß insofern zeitweise einige Brisanz, da bei Geyer auf eine mögliche jüdische Abstammung spekuliert wurde (die bisher nicht erhärtet wurde). Die sogenannte „Geyer-Legende“ rührt ursprünglich wohl aus den Schriften Nietzsches und den biographischen Erinnerungen einer Philosophiestudentin her, die Nietzsche im Sommer 1884 in Nizza traf. In einem von dieser Resa von Schirnhofer verfassten, zunächst unveröffentlicht gebliebenen Manuskript heißt es:

„Sowohl in Nizza wie später in Sils-Maria sprach Nietzsche oft und viel über Wagner mit mir. Anfangs behutsam, später schärfer, sich selbst steigernd. Rücksichtslos Wagners Wesen und seine Musik zergliedernd und mit vernichtender Kritik das Unechte, Schauspielerische darin betonend. Durch ihn hörte ich zum ersten Mal, daß Wagners Stiefvater Geyer sein wirklicher Vater gewesen sei und er daher jüdisches Blut habe.“

In einer Fußnote im Fall Wagner (1888) schrieb Nietzsche etwas verrätselter, dabei ohne offensichtliche Abwertung: „War Wagner überhaupt ein Deutscher? Man hat einige Gründe, so zu fragen. Es ist schwer, in ihm irgendeinen deutschen Zug ausfindig zu machen. […] Sein Vater war ein Schauspieler namens Geyer. Ein Geyer ist beinahe schon ein Adler…“ Auf diese beiden Literaturstellen, die ihre Grundlage in der persönlichen Begegnung Nietzsches mit Wagner haben, stützt sich im Wesentlichen die Legende. Die Geyer-und-Adler-Metaphorik verbindet sich dabei mit dem Wappen Wagners, mit dem dieser Nietzsche befasste und das neben dem Sternbild des Wagens samt Siebengestirn einen Geier zeigte. Angeblich stilisierte Wagner sich demnach selbst zum Sohn des musisch begabten Geyer.